# Irena Sendler
Irena Stanisława Sendler (Otwock, Voivodat de Masòvia, 15 de febrer de 1910 - Varsòvia, 12 de maig de 2008), coneguda com "l'àngel del Gueto de Varsòvia", va ser una treballadora social i infermera polonesa que durant la Segona Guerra Mundial, essent cap de la secció de Żegota dels infants (el Consell Polonès d'Ajuda a Jueus, polonès: Rada Pomocy Żydom, i que va estar actiu des de 1942 fins al 1945) va ajudar i salvar infants jueus amb risc de la seva vida.
Amb l'assistència d'unes dues dotzenes d'altres membres Żegota, Sendler va aconseguir traspassar fora del gueto de Varsòvia, d'amagat, uns 2.500 nens jueus i després els va proporcionar documents d'identitat falsos i refugi a fora, escapant així de l'Holocaust. Amb l'excepció de diplomàtics que van emetre visats per ajudar els jueus a fugir de l'Europa ocupada pels nazis, Sendler va salvar més jueus que qualsevol altra persona durant l'Holocaust.
Els ocupants alemanys finalment van descobrir les seves activitats i va ser detinguda per la Gestapo, va ser torturada i condemnada a mort, però es va poder escapar de l'execució i va sobreviure a la guerra. El 1965, Sendler va ser reconeguda per l'Estat d'Israel com a Justa entre les Nacions. Al final de la vida, se li va concedir l'Orde de l'Àliga Blanca, l'honor més alt de Polònia, pels seus esforços humanitaris en temps de guerra.

## Llegat i memòria
Es diu que l'any 2007 el govern de Polònia la va presentar com a candidata per al premi Nobel de la Pau. Tanmateix, segons els estatuts de la Fundació Nobel, no es pot saber el nom dels nomenats d'un any concret fins a 50 anys després.
Les ciutats de Barcelona i Sant Boi de Llobregat han posat el seu nom a sengles carrers de les localitats. A Palafrugell, en un procés participatiu realitzat al març del 2010, el d'Irena Sendler ha estat seleccionat per donar nom, en un futur, a un carrer de la població.